# 히로카와정
히로카와정(일본어: 広川町 히로카와마치[*])은 일본 후쿠오카현 남부에 있는 야메군의 정이다.

## 지리
후쿠오카현 남부, 내륙부에 위치하면서 정의 서부는 지쿠고 평야의 동단부에 해당하고 지쿠고 지방의 각 도시의 시가지에 가깝다. 규슈 자동차도와 국도 3호선이 정내를 남북으로 가로지른다. 동부는 산지이고 옛날부터의 취락이 펼쳐진 지역이다.

### 인접한 자치체
- 구루메시
- 지쿠고시
- 야메시

## 역사
- 1889년 4월 1일 - 정촌제 시행으로 현재의 정역에 가미히로카와촌·나카히로카와촌·시모히로카와촌이 성립하였다.
- 1955년 4월 1일 - 가미히로카와촌과 나카히로카와촌이 신설 합병해 히로카와정이 성립하였다.
- 1955년 12월 1일 - 시모히로카와촌의 일부를 편입하였다.

## 산업
농산물로 딸기·포도·배·야메차가 재배되며 화훼로 국화·가베라가 재배된다. 전통 공예품으로는 죽세공품·구루메 병이 있다.

## 교통

### 도로
- 규슈 자동차도
- 국도 3호선